# Pomacanthus rhomboides

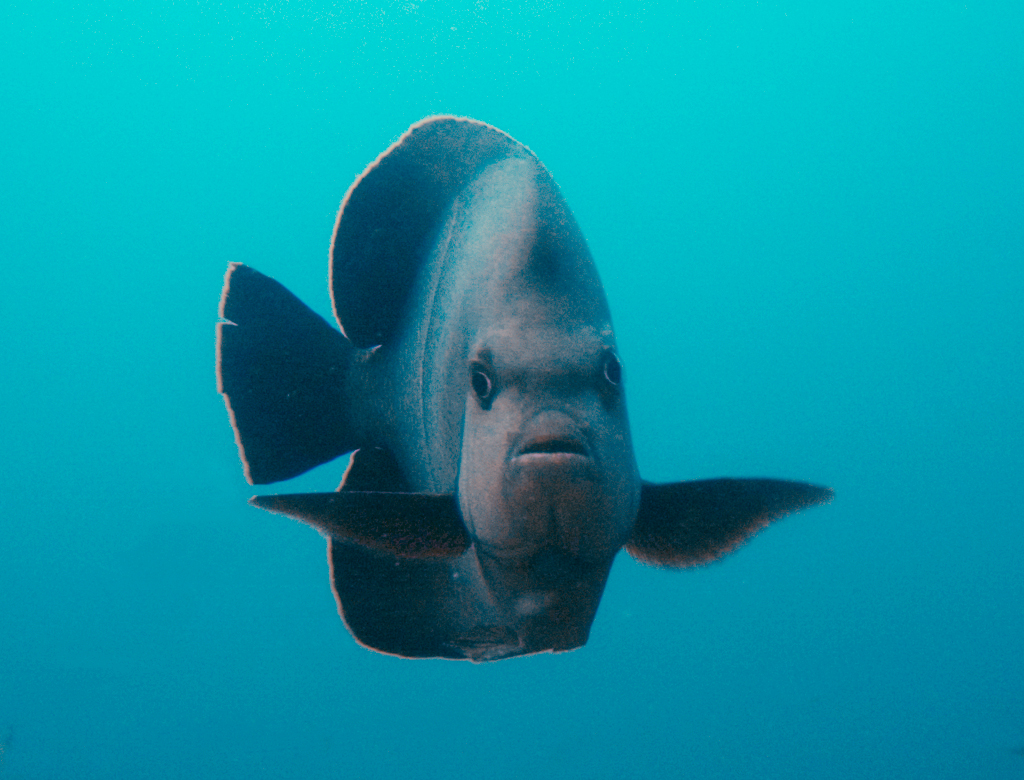
Ejemplar adulto Pomacanthus rhomboides en Mozambique

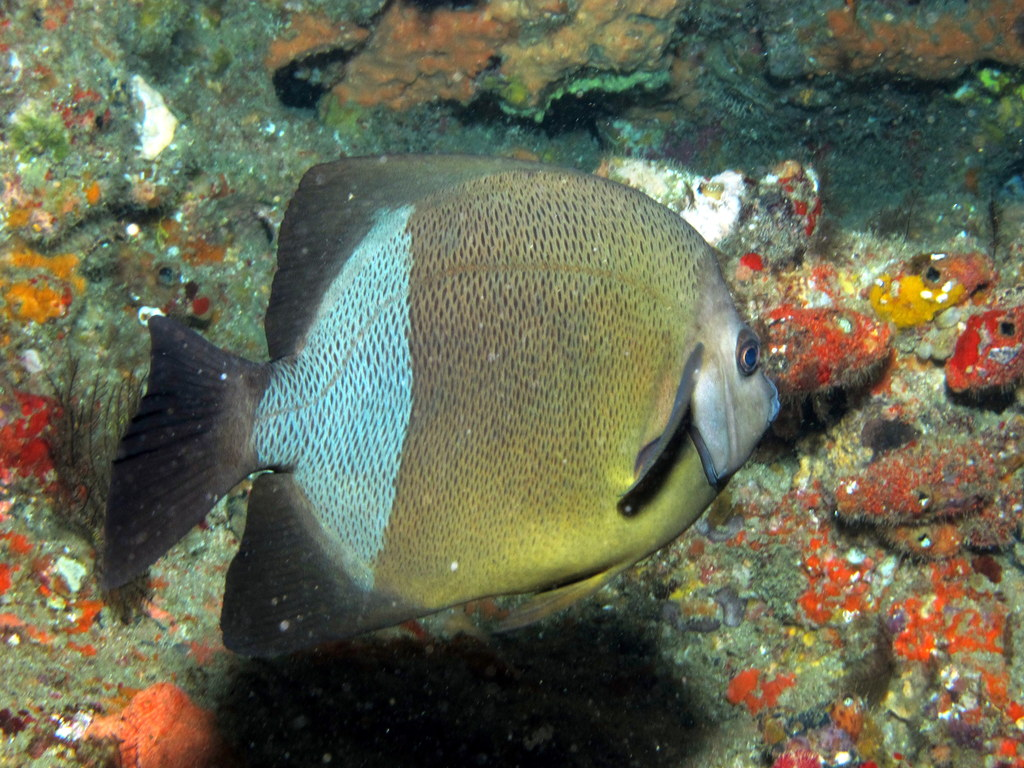
Ejemplar adulto en Sodwana Bay, Sudáfrica

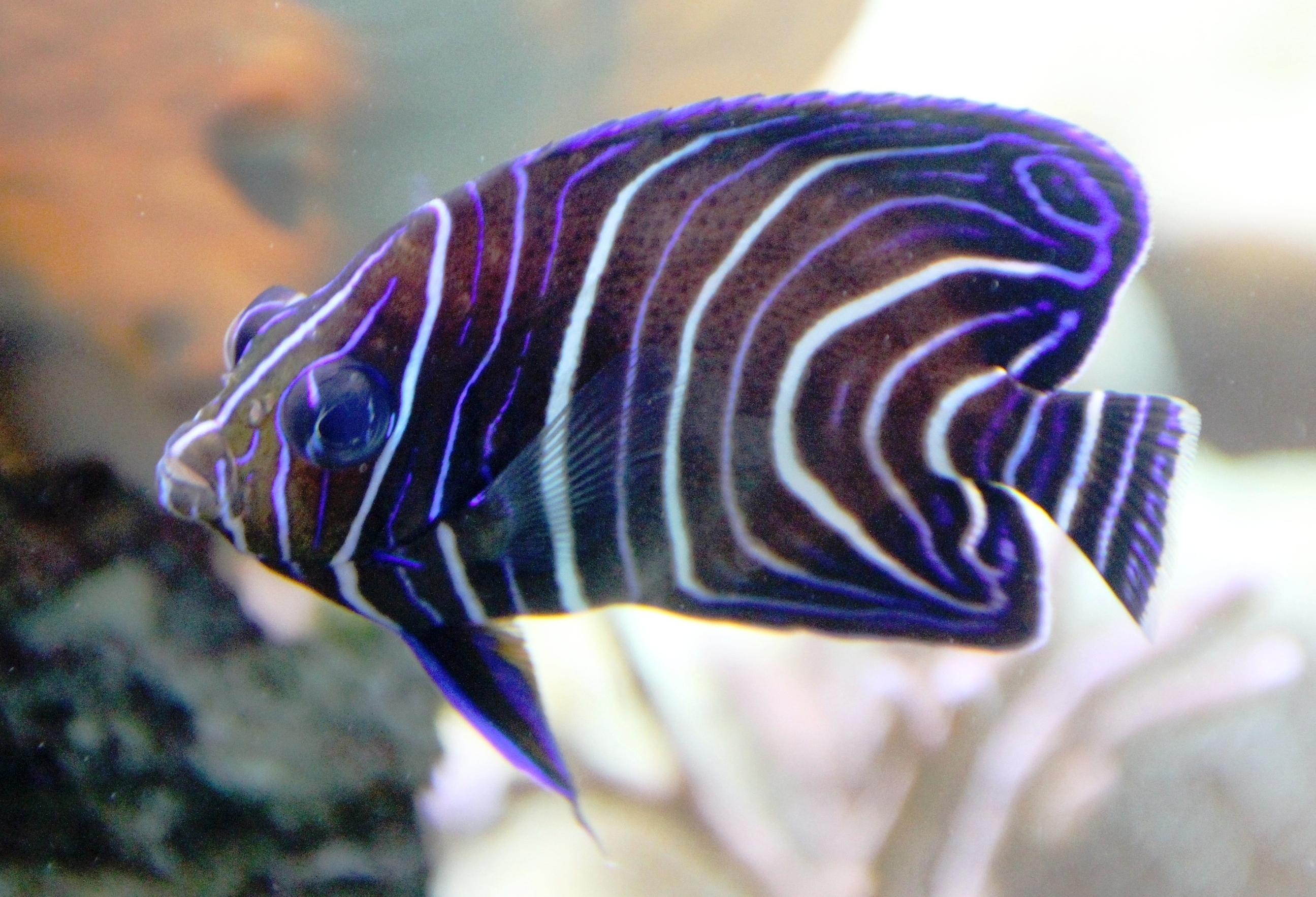
Ejemplar juvenil en Universeum Science Park, en Gothenburg, Suecia

El Pomacanthus rhomboides es una especie de pez marino actinopterigio perciforme pomacántido. Su nombre común en inglés es Old woman angelfish, o pez ángel vieja.
Es una especie común en su rango de distribución geográfica y con poblaciones estables. En Sudáfrica también es un pez popular en acuariofilia, aunque raramente se comercializa en este mercado a nivel mundial.

## Morfología
Es un pez ángel típico, con un cuerpo corto y comprimido lateralmente, y una pequeña boca con dientes diminutos. Tiene 11-13 espinas dorsales, entre 22 y 25 radios blandos dorsales, 3 espinas anales y 21-23 radios blandos anales. Tiene una fuerte espina en el pre- opérculo.
De adulto, la coloración base del cuerpo, así como de las aletas, es marrón mate, con el tercio posterior del cuerpo en azul grisáceo claro. La cabeza es también azul grisáceo claro, con sombras marrón claro.
Los especímenes jóvenes son negros, con 15 a 20 líneas curvas verticales azul claro en los laterales del cuerpo. Esta coloración cambia a la librea adulta cuando alcanzan los 10 cm de largo.

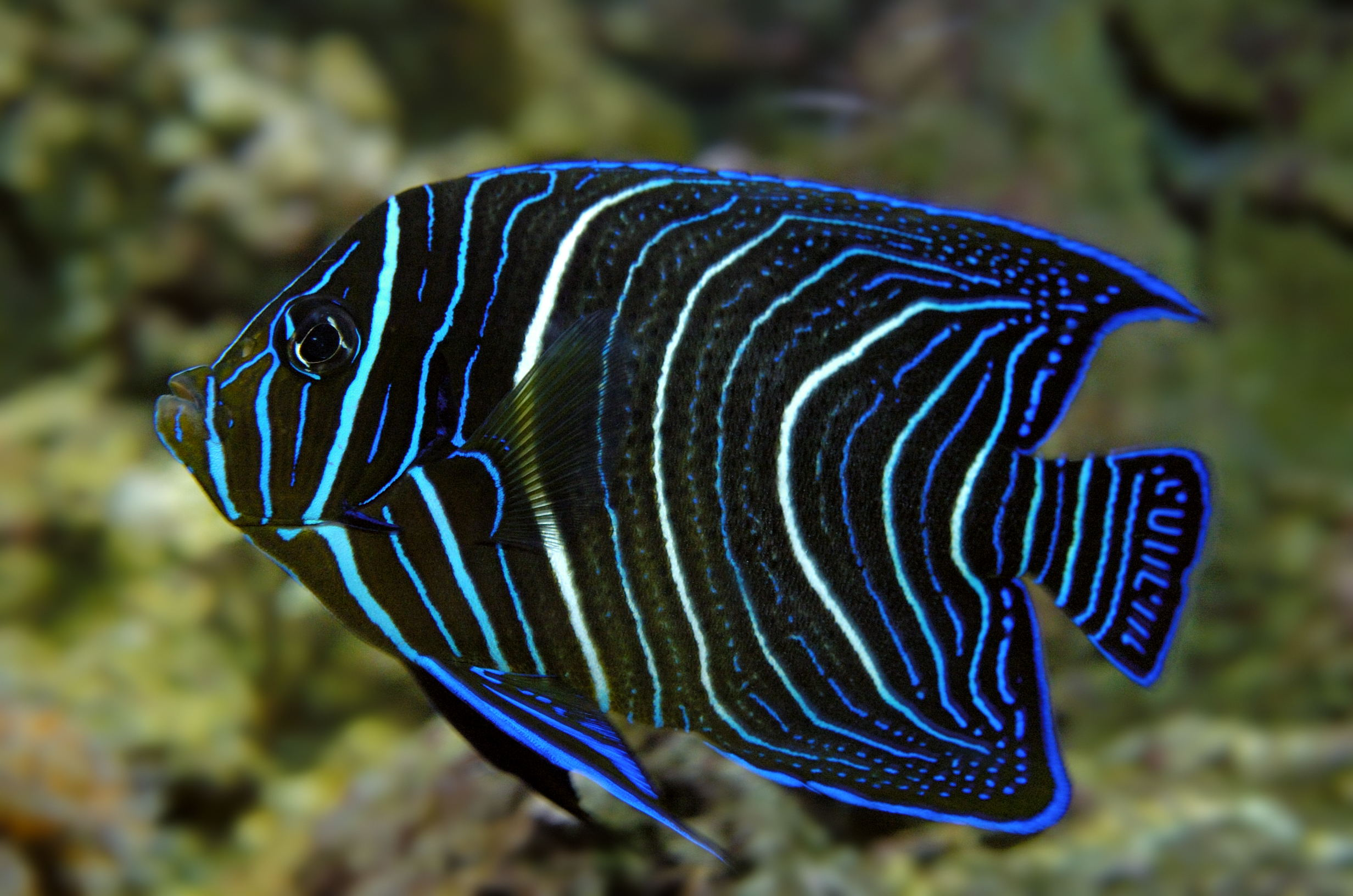
Ejemplar juvenil

Mide hasta 46 centímetros de largo. Se ha reportado un peso máximo de 3 kilos.

## Hábitat y comportamiento
Es una especie asociada a arrecifes, áreas rocosas y zonas costeras. Normalmente ocurre entre 5 y 40 m de profundidad, aunque se reportan localizaciones a 257 m.
Los juveniles suelen ocurrir solitarios y estar en piscinas mareales soleadas. De adultos ocurren en pequeños grupos, de 20 a 30 individuos, nadando sobre arrecifes en aguas medias, y, algunas veces, acercándose a la superficie para alimentarse de plancton.

## Distribución
Se distribuye en el sudeste del océano Atlántico y el oeste del Índico, siendo especie nativa de Mozambique y Sudáfrica.

## Alimentación
Se alimenta principalmente de esponjas, pólipos de coral, pequeños cangrejos, gusanos marinos y tunicados.

## Reproducción
Aunque no hay mucha información sobre la reproducción, como el resto del género, esta especie es dioica y ovípara. La fertilización es externa, desovando una vez al año según la estación climática. No cuidan a sus alevines.